# Segunda División 1995/96
Die Segunda División 1995/96 war die 65. Spielzeit der zweithöchsten spanischen Fußballliga. Sie begann am 2. September 1995 und endete am 19. Mai 1996. Zwischen dem 29. Mai und 2. Juni 1996 wurden die Play-off-Spiele ausgetragen. Meister wurde Hércules Alicante.

## Vor der Saison
Die 20 Mannschaften trafen an 38 Spieltagen jeweils zweimal aufeinander. Die zwei besten Mannschaften stiegen direkt in die Primera División auf. Der Dritt- und Viertplatzierte spielten gegen den 19. bzw. 20. der Primera División um den Aufstieg. Die letzten vier Vereine stiegen ab.
Als Absteiger aus der Primera División nahm CD Logroñés teil. Aus der Segunda División B kamen Sestao SC, UD Almería, Deportivo Alavés und Écija Balompié.

## Abschlusstabelle
| Pl. | Verein               | Sp. | S  | U  | N  | Tore    | Diff. | Punkte |
| --- | -------------------- | --- | -- | -- | -- | ------- | ----- | ------ |
| 1.  | Hércules Alicante    | 38  | 21 | 10 | 7  | 061:300 | +31   | 73     |
| 2.  | CD Logroñés (A)      | 38  | 20 | 9  | 9  | 069:490 | +20   | 69     |
| 3.  | RCD Mallorca         | 38  | 20 | 9  | 9  | 059:350 | +24   | 69     |
| 4.  | Real Madrid B 1      | 38  | 18 | 10 | 10 | 050:410 | +9    | 64     |
| 5.  | FC Extremadura       | 38  | 17 | 11 | 10 | 048:330 | +15   | 62     |
| 6.  | CD Badajoz           | 38  | 18 | 8  | 12 | 048:310 | +17   | 62     |
| 7.  | Deportivo Alavés (N) | 38  | 17 | 10 | 11 | 052:420 | +10   | 61     |
| 8.  | CD Leganés           | 38  | 17 | 10 | 11 | 042:400 | +2    | 61     |
| 9.  | CD Toledo            | 38  | 16 | 11 | 11 | 038:300 | +8    | 59     |
| 10. | CA Osasuna           | 38  | 15 | 7  | 16 | 049:430 | +6    | 52     |
| 11. | UE Lleida            | 38  | 12 | 12 | 14 | 040:490 | −9    | 48     |
| 12. | SD Eibar             | 38  | 10 | 16 | 12 | 024:310 | −7    | 46     |
| 13. | Écija Balompié (N)   | 38  | 12 | 9  | 17 | 034:600 | −26   | 45     |
| 14. | FC Barcelona B       | 38  | 13 | 5  | 20 | 055:630 | −8    | 44     |
| 15. | FC Villarreal        | 38  | 11 | 11 | 16 | 032:390 | −7    | 44     |
| 16. | UD Almería (N)       | 38  | 10 | 14 | 14 | 042:470 | −5    | 44     |
| 17. | Sestao SC            | 38  | 10 | 12 | 16 | 036:450 | −9    | 42     |
| 18. | Athletic Bilbao B    | 38  | 10 | 10 | 18 | 049:630 | −14   | 40     |
| 19. | FC Getafe            | 38  | 7  | 11 | 20 | 030:520 | −22   | 32     |
| 20. | CA Marbella          | 38  | 4  | 9  | 25 | 028:630 | −35   | 21     |

Platzierungskriterien: 1. Punkte – 2. Direkter Vergleich (Punkte, Tordifferenz, geschossene Tore) – 3. Tordifferenz – 4. geschossene Tore

| (A) | Absteiger der Saison 1994/95         |
| (N) | Neuaufsteiger der Segunda División B |

## Play-offs
In den Play-offs spielten der Dritt- und Fünftplatzierte der Segunda División gegen die Vereine auf Rang 19 und 20 der Primera División um den Aufstieg bzw. Verbleib in Spaniens Eliteliga.
|                | Gesamt |                   | Hinspiel | Rückspiel |
| -------------- | ------ | ----------------- | -------- | --------- |
| RCD Mallorca   | 1:2    | Rayo Vallecano    | 1:0      | 0:2       |
| FC Extremadura | 2:0    | Albacete Balompié | 1:0      | 1:0       |

FC Extremadura stieg auf.

## Nach der Saison
Aufsteiger in die Primera División
- 01. – Hércules Alicante
- 02. – CD Logroñés
- 05. – FC Extremadura

 Absteiger in die Segunda División B
- 17. – Sestao SC
- 18. – Athletic Bilbao B
- 19. – FC Getafe
- 20. – CA Marbella

 Absteiger aus der Primera División
- Albacete Balompié
- CP Mérida
- UD Salamanca

 Aufsteiger in die Segunda División
- UD Levante
- UD Las Palmas
- Atlético Madrid B
- CD Ourense

## Torschützenliste
| Pl. | Nat.                            | Spieler            | Verein           | Tore |
| --- | ------------------------------- | ------------------ | ---------------- | ---- |
| 1   | Spanien                         | Manel              | CD Logroñés      | 27   |
| 2   | Spanien                         | Manuel Mosquera    | FC Extremadura   | 19   |
| 3   | Spanien                         | Manuel Serrano     | Deportivo Alavés | 16   |
| 4   | Jugoslawien Bundesrepublik 1992 | Goran Stojiljković | FC Getafe        | 15   |
| 4   | Spanien                         | José Luis Morales  | RCD Mallorca     | 15   |